# Romeo and Juliet (phim 1968)
Romeo and Juliet (tiếng Ý: Romeo e Giulietta) là một bộ phim điện ảnh cổ trang công chiếu năm 1968 dựa trên vở kịch cùng tên của William Shakespeare. Do Franco Zeffirelli làm đạo diễn kiêm đồng tác giả kịch bản, phim có sự tham gia diễn xuất của Leonard Whiting trong vai Romeo và Olivia Hussey trong vai Juliet. Laurence Olivier là người dẫn chuyện phần mở đầu và phần kết của bộ phim, đồng thời lồng tiếng cho Antonio Pierfederici, người thủ vai Lord Montague nhưng không được đề tên trên màn ảnh. Phim còn có sự tham gia của Milo O'Shea, Michael York, John McEnery, Bruce Robinson và Robert Stephens.
Không chỉ là bộ phim điện ảnh chuyển thể từ vở kịch của Shakespeare thành công nhất về mặt tài chính lúc phim ra mắt, tác phẩm còn được thanh thiếu niên yêu thích một phần vì đây là bộ phim đầu tiên sử dụng các diễn viên gần tuổi các nhân vật trong nguyên tác kịch. Một số nhà phê bình cũng vô cùng tán dương bộ phim. Bộ phim đã giành giải Oscar cho Quay phim xuất sắc nhất (Pasqualino De Santis) và Thiết kế phục trang xuất sắc nhất (Danilo Donati); phim còn nhận được đề cử cho Đạo diễn xuất sắc nhất và Phim xuất sắc nhất (tính đến nay là phim gần nhất về vở kịch của Shakespeare được đề cử Phim xuất sắc nhất). Cả Whiting lẫn Hussey đều thắng giải Quả cầu vàng cho Diễn viên mới triển vọng nhất.

## Nội dung
Một buổi sáng mùa hè nọ ở Verona, mối thù truyền kiếp giữa gia tộc Montague và Capulet đã làm bùng phát một cuộc ẩu đả trên đường phố. Cuộc ẩu đả bị can thiệp bởi Vương chủ, ông cảnh báo cả hai gia tộc rằng bất kỳ hành vi bạo lực nào trong tương lai giữa họ sẽ phải chịu hậu quả thảm khốc. Đêm nọ, hai thiếu niên từ hai gia tộc - Romeo và Juliet - gặp nhau tại một vũ hội đeo mặt nạ Capulet và đem lòng yêu nhau. Sau đó, Romeo tình cờ bước vào khu vườn hẻo lánh dưới ban công phòng ngủ của Juliet và hai người trao nhau những lời thề nguyện say đắm. Họ bí mật kết hôn vào ngày hôm sau bởi cha giải tội, Friar Laurence (người được Romeo xem như cha mình) với sự hỗ trợ từ bà vú của Juliet.
Buổi chiều nọ, Tybalt (anh họ của Juliet) tức giận vì Romeo tham dự vũ hội của gia tộc mình, lên tiếng lăng mạ anh và thách thức anh một trận đánh. Giờ đây Romeo coi Tybalt như thành viên gia đình và từ chối chiến đấu với anh ta, làm cho người bạn thân nhất của Romeo là Mercutio thay thế chiến đấu với Tybalt. Bất chấp những nỗ lực ngăn chiến cuộc đấu của Romeo, Tybalt đã đâm trọng thương Mercutio, rồi anh này nguyền rủa cả gia tộc Montague và Capulet trước khi chết. Tức giận trước cái chết của bạn mình, Romeo trả thù bằng cách chiến đấu với Tybalt và kết liễu anh ta. Sau đó Romeo bị Vương chủ trừng phạt bằng cách trục xuất khỏi Verona, với lời đe dọa sẽ lấy mạng nếu anh  tái xuất. Rồi Romeo bí mật dành đêm tân hôn của mình với Juliet, cặp đôi hoàn thành việc kết hôn và Romeo bỏ trốn.
Cha mẹ của Juliet do không biết về cuộc hôn nhân bí mật của con gái họ nê đã sắp xếp cho Juliet kết hôn với Bá tước Paris giàu có. Juliet cầu xin cha mẹ hoãn cuộc hôn nhân, nhưng họ từ chối và đe dọa sẽ từ mặt cô. Juliet tìm kiếm Friar Laurence để được giúp đỡ, hy vọng thoát khỏi cuộc hôn nhân sắp đặt của mình với Paris và chung thủy với Romeo. Theo chỉ thị của Friar Laurence, cô làm hòa với cha mẹ mình và đồng ý làm theo mong muốn của họ. Vào đêm trước lễ cưới, Juliet uống một lọ thuốc do Friar Laurence chuẩn bị nhằm để cô giả chết trong 42 giờ. Friar Laurence định thông báo cho Romeo về trò lừa để Romeo có thể gặp Juliet sau khi cô được chôn cất và trốn thoát cùng cổ khi Juliet tỉnh dậy, vì vậy anh cử Friar John đưa cho Romeo một lá thư mô tả kế hoạch.
Tuy nhiên, khi Balthasar (người hầu của Romeo) nhìn thấy Juliet được chôn cất và tưởng cô đã chết, anh ta đến nói với Romeo và đến gặp cậu chủ trước khi Friar John tới. Quá tuyệt vọng, Romeo đến mộ Juliet và uống thuốc độc tự vẫn. Ngay sau đó, Friar Laurence đến khi Juliet tỉnh dậy. Bất chấp những nỗ lực thuyết phục cô chạy trốn khỏi hầm mộ, Juliet không chịu rời Romeo, và khi Friar bỏ trốn, cô đã tự sát bằng cách lấy con dao găm của anh đâm vào ngực mình. Sau đó, hai gia tộc đã kết thúc mối thù của họ, tham dự đám tang chung của Romeo và Juliet và bị Vương chủ lên án.

## Phân vai
| Gia tộc Montague - Antonio Pierfederici vai Lord Montague - Esmeralda Ruspoli vai Quý bà Montague - Leonard Whiting vai Romeo - Bruce Robinson vai Benvolio - Keith Skinner vai Balthasar - Roberto Antonelli vai Abram | Gia tộc Capulet - Paul Hardwick vai Lãnh chứa Capulet - Natasha Parry vai Quý bà Capulet - Olivia Hussey vai Juliet - Michael York vai Tybalt - Dyson Lovell vai Sampson - Richard Warwick vai Gregory - Pat Heywood vai Bà vú - Roy Holder vai Peter | Khác - John McEnery vai Mercutio - Milo O'Shea vai Friar Laurence - Robert Stephens vai Vương chủ Verona - Roberto Bisacco vai Paris - Paola Tedesco vai Rosaline (không đề tên) - Bruno Filippini vai ca sĩ Leonardo (không đề tên) - Laurence Olivier vai điệp khúc và giọng của Lãnh chúa Montague (không đề tên) |

## Sản xuất

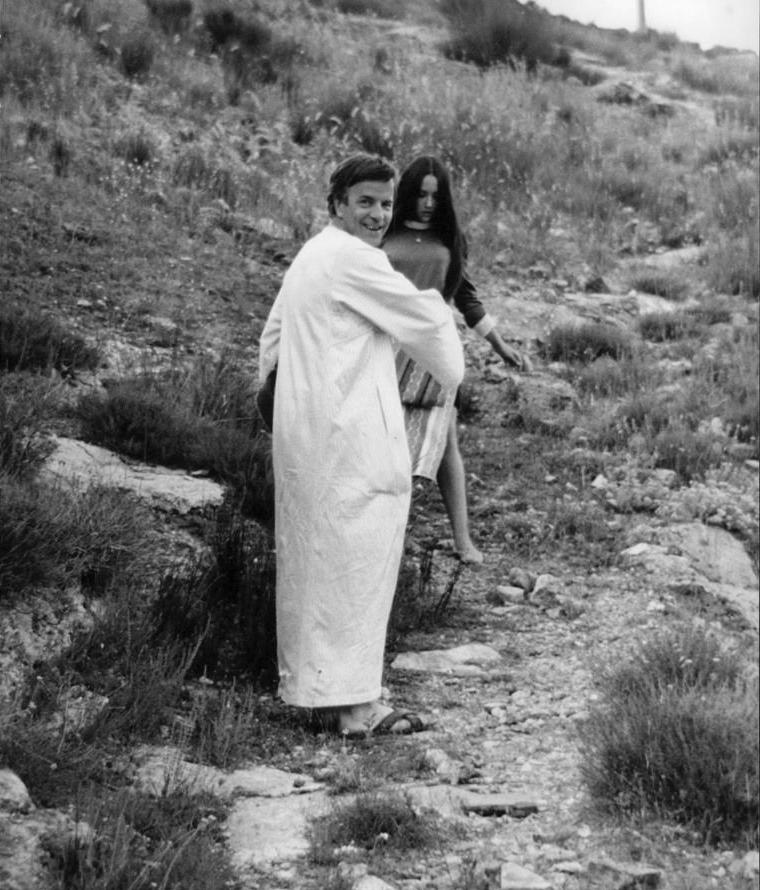
Franco Zeffirelli và Olivia Hussey trong lúc ghi hình phim Romeo and Juliet vào năm 1967

### Tuyển vai
Paul McCartney cho biết anh đã được Franco Zeffirelli cân nhắc cho vai Romeo. Mặc dù Zeffirelli không nhắc đến nó trong cuốn tự truyện của mình, nhưng McCartney lại cung cấp chi tiết về chuyện này (kể cả cuộc gặp gỡ với Olivia Hussey và thư trao đổi điện tín với cô) trong cuốn tự truyện mà anh đồng chắp bút. Tháng 4 năm 2020, McCartney nhắc đến những cuộc thảo luận của anh với Zeffirelli trên The Howard Stern Show.
Zeffirelli tham gia vào cuộc tìm kiếm các diễn viên tuổi thiếu niên vô danh trên toàn cầu để thủ vai cặp tình nhân. Anjelica Huston có ý định tranh vai Juliet, nhưng cha cô là đạo diễn John Huston đã rút tên cô khỏi các ứng viên khi ông quyết định mời cô đóng trong bộ phim A Walk with Love and Death của ông. Leonard Whiting 16 tuổi và Hussey 15 tuổi lúc được tuyển vai, nhưng đã lần lượt sang 17 tuổi và 16 tuổi khi bộ phim bấm máy mùa hè năm 1967. Zeffirelli đã chuyển thể vở kịch theo hướng phát huy điểm mạnh và che giấu điểm yếu của họ: chẳng hạn như các bài phát biểu dài được cắt bớt và ông nhấn mạnh vào các cảnh quay phản ứng.
Laurence Olivier tình cờ tham gia vào quá trình sản xuất bộ phim. Ông ở Roma để ghi hình phim The Shoes of the Fisherman và đến thăm trường quay đang ghi hình của Romeo and Juliet. Ông hỏi Zeffirelli liệu mình có thể làm được gì không, và ông nhận được Đoạn mở đầu, sau đó được giao lồng tiếng cho Lãnh chúa Montague cũng như các vai phụ khác.

### Ghi hình
Sau khi các diễn viên đọc kịch bản vào cuối tháng 5, các buổi diễn tập và ghi hình bắt đầu vào cuối tháng 6 năm 1967 tại Tuscania, Ý, sau đó chuyển đến Pienza, Gubbio và Artena, trước khi hoàn thành tại xưởng phim Cinecittà ở Roma. Cảnh ban công nổi tiếng của Romeo và Juliet được quay ở Artena vào tháng 9 năm 1967.
Phim lấy bối cảnh nước Ý thời Phục hưng thế kỷ 14.

### Dựng phim
Trong khâu hậu kỳ, một số cảnh bị cắt hoặc lược bớt. Hồi 5, Cảnh 3, trong đó Romeo chiến đấu và cuối cùng lấy mạng Paris ngoài hầm mộ của Juliet đã được ghi hình nhưng bị xóa khỏi bản phim cuối cùng. Theo Leonard Whiting và Roberto Bisacco, Zeffirelli cắt cảnh này vì ông thấy nó làm cho Romeo bớt gây thiện cảm một cách không cần thiết. Một cảnh khác, cảnh Romeo và Benvolio tìm hiểu về vũ hội Capulet bằng cách chặn một lời mời đã được ghi hình nhưng bị xóa bỏ; tuy nhiên, những tấm ảnh tĩnh quảng bá vẫn tồn tại.
Kinh phí cuối cùng của bộ phim là 850.000 đô la Mỹ (tương đương 4,59 triệu đô la Mỹ vào năm 2022).

## Phát hành và đón nhận
Ngày 4 tháng 3 năm 1968, Romeo and Juliet có buổi trình chiếu ra mắt trong Royal Film Performance và được phát hành toàn quốc tại Vương quốc Anh vào ngày hôm sau. Phim được phát hành vào ngày 8 tháng 10 năm 1968 tại Hoa Kỳ và vào ngày 19 tháng 10 tại Ý. Tác phẩm thu về 14,5 triệu đô la Mỹ từ thị trường phòng vé Bắc Mỹ trong năm 1969 (tương đương 83,4 triệu đô la Mỹ vào 2022). Phim được tái phát hành vào năm 1973 và thu được 1,7 triệu đô la Mỹ (tương đương 1,7 triệu đô la Mỹ vào năm 2022).
Rotten Tomatoes chấm bộ phim số điểm "Tươi" là 95% dựa trên 41 bài phê bình, đạt điểm trung bình là 8/10, kèm theo sự nhất trí tích cực: "Diễn xuất ổn và hình ảnh bắt mắt đã làm cho Romeo and Juliet của Zeffirelli thành một bản chuyển thể điện ảnh chủ chốt từ vở kịch [của Shakespeare]."
Roger Ebert của Chicago Sun-Times thì viết: "Tôi tin rằng Romeo and Juliet của Franco Zeffirelli là bộ phim thú vị nhất về Shakespeare từng được thực hiện."

### Đề cử và giải thưởng
| Giải thưởng                               | Hạng mục                                   | Các đề cử                                | Kết quả   |
| ----------------------------------------- | ------------------------------------------ | ---------------------------------------- | --------- |
| Giải Oscar                                | Phim xuất sắc nhất                         | John Brabourne và Anthony Havelock-Allan | Đề cử     |
| Giải Oscar                                | Đạo diễn xuất sắc nhất                     | Franco Zeffirelli                        | Đề cử     |
| Giải Oscar                                | Quay phim xuất sắc nhất                    | Pasqualino De Santis                     | Đoạt giải |
| Giải Oscar                                | Thiết kế phục trang xuất sắc nhất          | Danilo Donati                            | Đoạt giải |
| Giải BAFTA                                | Đạo diễn xuất sắc nhất                     | Franco Zeffirelli                        | Đề cử     |
| Giải BAFTA                                | Nam diễn viên phụ xuất sắc nhất            | John McEnery                             | Đề cử     |
| Giải BAFTA                                | Nữ diễn viên phụ xuất sắc nhất             | Pat Heywood                              | Đề cử     |
| Giải BAFTA                                | Chỉ đạo nghệ thuật xuất sắc nhất           | Renzo Mongiardino                        | Đề cử     |
| Giải BAFTA                                | Thiết kế phục trang xuất sắc nhất          | Danilo Donati                            | Đoạt giải |
| Giải BAFTA                                | Dựng phim xuất sắc nhất                    | Reginald Mills                           | Đề cử     |
| Giải BAFTA                                | Nhạc phim xuất sắc nhất                    | Nino Rota                                | Đề cử     |
| Giải David di Donatello                   | Đạo diễn xuất sắc nhất                     | Franco Zeffirelli                        | Đoạt giải |
| Giải David di Donatello                   | Giải Đĩa Vàng                              | Olivia Hussey và Leonard Whiting         | Đoạt giải |
| Giải Nghiệp đoàn đạo diễn Mỹ              | Thành tựu đạo diễn xuất sắc trong điện ảnh | Franco Zeffirelli                        | Đề cử     |
| Giải Quả cầu vàng                         | Phim ngoại ngữ nói tiếng Anh xuất sắc nhất | Romeo and Juliet                         | Đoạt giải |
| Giải Quả cầu vàng                         | Đạo diễn phim điện ảnh xuất sắc nhất       | Franco Zeffirelli                        | Đề cử     |
| Giải Quả cầu vàng                         | Nhạc nền phim xuất sắc nhất                | Nino Rota                                | Đề cử     |
| Giải Quả cầu vàng                         | Nam diễn viên mới triển vọng nhất          | Leonard Whiting                          | Đoạt giải |
| Giải Quả cầu vàng                         | Nữ diễn viên mới triển vọng nhất           | Olivia Hussey                            | Đoạt giải |
| Giải Laurel                               | Tác phẩm xuất sắc nhất                     | Romeo and Juliet                         | Đề cử     |
| Giải Laurel                               | Quay phim xuất sắc nhất                    | Pasqualino De Santis                     | Đề cử     |
| Giải Laurel                               | Gương mặt nam mới xuất sắc nhất            | Michael York                             | Đề cử     |
| Giải Laurel                               | Gương mặt nữ mới xuất sắc nhất             | Olivia Hussey                            | Đề cử     |
| Nastro d'Argento                          | Đạo diễn xuất sắc nhất                     | Franco Zeffirelli                        | Đoạt giải |
| Nastro d'Argento                          | Quay phim màu xuất sắc nhất                | Pasqualino De Santis                     | Đoạt giải |
| Nastro d'Argento                          | Thiết kế phục trang xuất sắc nhất          | Danilo Donati                            | Đoạt giải |
| Nastro d'Argento                          | Nhạc nền phim xuất sắc nhất                | Nino Rota                                | Đoạt giải |
| Nastro d'Argento                          | Thiết kế sản xuất xuất sắc nhất            | Lorenzo Mongiardino                      | Đoạt giải |
| Giải Ủy ban Quốc gia về Phê bình Điện ảnh | Top 10 phim                                | Romeo and Juliet                         | Đoạt giải |
| Giải Ủy ban Quốc gia về Phê bình Điện ảnh | Đạo diễn xuất sắc nhất                     | Franco Zeffirelli                        | Đoạt giải |
| Liên hoan phim quốc tế Thessaloniki       | Giải danh dự                               | Franco Zeffirelli                        | Đoạt giải |

## Nhạc phim
Hai đĩa nhạc nền của bộ phim do Nino Rota sáng tác đã được thực hiện.
Bài nhạc hiệu "Love Theme from Romeo and Juliet " của bộ phim cực kỳ ăn khách, đáng chú ý là trong "Our Tune", một phân đoạn trong chương trình phát hành của Simon Bates. Ngoài ra, nhiều bản khác nhau của nhạc phẩm đã được thu âm và phát hành, kể cả một bản rất thành công do Henry Mancini trình bày tại Hoa Kỳ vào tháng 6 năm 1969.

## Kiện tụng
Bất chấp từng lên tiếng bảo vệ cảnh khỏa thân của bộ phim và khẳng định rằng nó được thực hiện một cách "có thẩm mỹ" và "cần thiết cho bộ phim", vào ngày 30 tháng 12 năm 2022, Hussey cùng với Whiting đã đệ đơn kiện Paramount Pictures tại Tòa án Cấp cao Quận Los Angeles đòi bồi thường 500 triệu đô la Mỹ, cáo buộc lạm dụng tình dục, quấy rối tình dục và lừa đảo, đồng thời cho phép Zeffirelli ghi hình khỏa thân của họ mà họ không hề hay biết. Đơn kiện cáo buộc rằng các diễn viên cảm thấy điều này khiến họ phải chịu tổn thương và đau khổ về mặt tinh thần trong nhiều thập kỷ sau thành công của bộ phim, và làm cho sự nghiệp của họ không phản ánh được thành công ấy. Con trai của Zeffirelli đã phản ứng gay gắt lại vụ kiện, gọi việc Hussey và Whiting đệ đơn kiện "55 năm sau khi ghi hình phim" là "đáng hổ thẹn" và rằng họ mắc nợ toàn bộ sự nghiệp của mình nhờ thành công của bộ phim.
Sau đó vụ kiện bị Thẩm phán Alison Mackenzie của Tòa án Thượng thẩm Los Angeles bác bỏ vào ngày 25 tháng 5 năm 2023; cô tuyên bố rằng vụ việc không đáp ứng các yêu cầu để đình chỉ thời hiệu với hành vi lạm dụng tình dục trẻ em. Mackenzie còn phê phán bên nguyên đơn vì đã "lựa chọn" các đạo luật đã áp dụng cho vụ kiện của họ. Hussey và Whiting được cho là lên kế hoạch kháng cáo phán quyết, cũng như đệ đơn kiện riêng dựa trên "bản phát hành DVD gần đây của bộ phim trên Criterion không chịu ảnh hưởng bởi thời hiệu."